# Óscar Villegas
Óscar Adolfo Villegas Camara (ur. 15 kwietnia 1970 w Cochabambie) – boliwijski piłkarz występujący na pozycji napastnika, trener piłkarski, od 2024 roku prowadzi reprezentację Boliwii.
Jego brat Eduardo Villegas również był piłkarzem.